# Endasys alutaceus
Endasys alutaceus là một loài tò vò trong họ Ichneumonidae.